# Vulcano (eiland)
Vulcano is een van de eilanden van de Liparische of Eolische eilanden, even ten noorden van Sicilië. Op dit eiland is tevens een gelijknamige vulkaan (500 m).
Het eiland bestaat uit een aantal elkaar overlappende vulkanische centra. Te beginnen met een oude stratovulkaan die is ingestort, waardoor de caldera Il Piano is ontstaan. Dit complex vormt het zuidelijke gedeelte van het eiland. Iets ten noordwesten van deze caldera ontstond vervolgens een nieuwe kegel, de Lantia. Deze is op zijn beurt weer ingestort met weer een caldera tot gevolg. Daarin ontstond de huidige actieve Fossakegel. Deze kegel werd ongeveer 10.000 jaar geleden gevormd, waarbij ten minste vier vulkanische cycli hebben plaatsgevonden, met ieder zijn eigen eruptiehaard. De huidige krater van de Fossa: Gran Cratere, vertoont fumarole activiteit, waarbij zwaveldampen vrijkomen. Aan de rand van het eiland ligt nog een jongere kegel, Vulcanello, waarvan de formatie ongeveer 183 v.Chr. begonnen is.
De meest recente vulkanische activiteit van Vulcano was van 1888 tot 1890. Een vijf meter dikke laag vulkanisch materiaal werd op de top van Fossa gedeponeerd en rotsblokken van een meter in diameter werden een kilometer van de krater weggeslingerd.
Volgens een Romeinse legende had de vuurgod Vulcanus Vulcano als woonplaats. Het woord 'vulkaan' is hiervan afgeleid.